# Women's National Basketball Association 2008
Women's National Basketball Association 2008 var den tolfte säsongen av den amerikanska proffsligan i basket för damer. Säsongen inleddes lördagen den 17 maj och avslutades måndagen den 15 september 2008 efter 238 seriematcher. De fyra första lagen i varje Conference gick därefter till slutspel som spelades mellan den 18 september och 5 oktober. Detroit Shock blev mästare för tredje gången efter att ha besegrat San Antonio Silver Stars med 3-0 i finalserien.
På grund av de olympiska sommarspelen i Peking så spelades det ingen All Star-match under säsong.
Atlanta Dream spelade sin första säsong i ligan medan Houston Comets spelade sin sista.

## Grundserien
Not: V = Vinster, F = Förluster, PCT = Vinstprocent
- Lag i GRÖN färg till slutspel.
- Lag i RÖD färg har spelat klart för säsongen.

| Lag                | V  | F  | PCT  |
| ------------------ | -- | -- | ---- |
| Detroit Shock      | 22 | 12 | .647 |
| Connecticut Sun    | 21 | 13 | .618 |
| New York Liberty   | 19 | 15 | .559 |
| Indiana Fever      | 17 | 17 | .500 |
| Chicago Sky        | 12 | 22 | .353 |
| Washington Mystics | 10 | 24 | .294 |
| Atlanta Dream      | 4  | 30 | .118 |

| Lag                      | V  | F  | PCT  |
| ------------------------ | -- | -- | ---- |
| San Antonio Silver Stars | 24 | 10 | .706 |
| Seattle Storm            | 22 | 12 | .647 |
| Los Angeles Sparks       | 20 | 14 | .588 |
| Sacramento Monarchs      | 18 | 16 | .529 |
| Houston Comets           | 17 | 17 | .500 |
| Minnesota Lynx           | 16 | 18 | .471 |
| Phoenix Mercury          | 16 | 18 | .471 |

## Slutspelet
- De fyra bästa lagen från varje Conference gick till slutspelet.
- Conference semifinalerna och conference finalerna avgjordes i bäst av tre matcher.
- WNBA-finalen avgjordes i bäst av fem matcher.

|  | Conference Semifinal Bäst av 3 | Conference Semifinal Bäst av 3 | Conference Semifinal Bäst av 3 |             |   | Conference Final Bäst av 3 | Conference Final Bäst av 3 | Conference Final Bäst av 3 |  |  | WNBA Final Bäst av 5 | WNBA Final Bäst av 5 | WNBA Final Bäst av 5 |  |
|  |                                |                                |                                |             |   |                            |                            |                            |  |  |                      |                      |                      |  |
|  | 1                              | Detroit                        | 2                              |             |   |                            |                            |                            |  |  |                      |                      |                      |  |
|  | 1                              | Detroit                        | 2                              |             |   |                            |                            |                            |  |  |                      |                      |                      |  |
|  | 4                              | Indiana                        | 1                              |             |   |                            |                            |                            |  |  |                      |                      |                      |  |
|  | 4                              | Indiana                        | 1                              |             | 1 | Detroit                    | 2                          |                            |  |  |                      |                      |                      |  |
|  | Eastern Conference             |                                |                                |             | 1 | Detroit                    | 2                          |                            |  |  |                      |                      |                      |  |
|  |                                |                                | 3                              | New York    | 1 |                            |                            |                            |  |  |                      |                      |                      |  |
|  | 2                              | Connecticut                    | 3                              | New York    | 1 | 1                          |                            |                            |  |  |                      |                      |                      |  |
|  | 2                              | Connecticut                    |                                |             |   |                            |                            |                            |  |  |                      |                      |                      |  |
|  | 3                              | New York                       | 2                              |             |   |                            |                            |                            |  |  |                      |                      |                      |  |
|  | 3                              | New York                       | 2                              |             | 1 | Detroit                    | 3                          |                            |  |  |                      |                      |                      |  |
|  |                                |                                |                                |             |   |                            |                            |                            |  |  |                      |                      |                      |  |
|  |                                |                                | 1                              | San Antonio | 0 |                            |                            |                            |  |  |                      |                      |                      |  |
|  | 1                              | San Antonio                    | 1                              | San Antonio | 0 | 2                          |                            |                            |  |  |                      |                      |                      |  |
|  | 1                              | San Antonio                    |                                |             |   |                            |                            |                            |  |  |                      |                      |                      |  |
|  | 4                              | Sacramento                     | 1                              |             |   |                            |                            |                            |  |  |                      |                      |                      |  |
|  | 4                              | Sacramento                     | 1                              |             | 1 | San Antonio                | 2                          |                            |  |  |                      |                      |                      |  |
|  | Western Conference             |                                |                                |             | 1 | San Antonio                | 2                          |                            |  |  |                      |                      |                      |  |
|  |                                |                                | 3                              | Los Angeles | 1 |                            |                            |                            |  |  |                      |                      |                      |  |
|  | 2                              | Seattle                        | 3                              | Los Angeles | 1 | 1                          |                            |                            |  |  |                      |                      |                      |  |
|  | 2                              | Seattle                        |                                |             |   |                            |                            |                            |  |  |                      |                      |                      |  |
|  | 3                              | Los Angeles                    | 2                              |             |   |                            |                            |                            |  |  |                      |                      |                      |  |

### WNBA-final
Detroit Shock vs San Antonio Silver Stars
| Match   | Datum     | Hemmalag    | Bortalag    | Resultat |
| ------- | --------- | ----------- | ----------- | -------- |
| Match 1 | 1 oktober | San Antonio | Detroit     | 69 - 77  |
| Match 2 | 3 oktober | San Antonio | Detroit     | 61 - 69  |
| Match 3 | 5 oktober | Detroit     | San Antonio | 76 - 60  |

Detroit Shock vann finalserien med 3-0 i matcher